# Xanthophyllum sulphureum
Xanthophyllum sulphureum är en jungfrulinsväxtart som beskrevs av George King. Xanthophyllum sulphureum ingår i släktet Xanthophyllum och familjen jungfrulinsväxter. Inga underarter finns listade i Catalogue of Life.